# Wojciech Romanowski (dziennikarz)
Wojciech Romanowski (ur. 15 kwietnia 1953 we Wrocławiu) – polski dziennikarz.

## Życiorys
Studiował prawo na Uniwersytecie Wrocławskim i był studentem Wyższego Studium Scenopisarstwa w PWSF w Łodzi.
Pracę zawodową rozpoczął jako współpracownik Polskiego Radia, tygodnika Wiadomości i Razem. Od 1979 roku pracował w kilku redakcjach prasy regionalnej. Był dziennikarzem Gońca Górnośląskiegow Chorzowie, Trybuny Wałbrzyskiej a także Gromady – Rolnika Polskiego.
Od 1991 roku przez 2 lata prowadził wydawnictwo a także był redaktorem naczelnym dwutygodnika Margines. W Spółdzielni Dziennikarzy i Wydawców „Wieczór Wrocławia” założył i był redaktorem naczelnym ukazującej się w byłych województwach; wałbrzyskim i jeleniogórskim gazety Express Sudecki a w latach 1992–1994 redaktorem naczelnym Gazety Legnickiej. Od 1994 do 1999 roku był dziennikarzem Gazety Rolniczej, Plonu i krakowskich Wieści. Przez 7 lat  pełnił funkcję dyrektora wydawniczego Gazety Wrocławskiej w Oddziale Prasa Wrocławska spółki „Polskapresse”.
W 1984 roku wydał powieść dziecięcą: Za trzecim zakrętem marzeń. Jest członkiem Stowarzyszenia Dziennikarzy RP.